# Лань Чжицзянь
Лань Чжицзянь (кит. 蓝智坚; род. 12 августа 1991 года, Юньфу, Гуандун, Китай) — китайский спортсмен-паралимпиец, игрок в бочча. Чемпион летних Паралимпийских игр 2024 в Париже, серебряный призёр летних Паралимпийских игр 2020 в Токио.

## Биография
Начал заниматься бочча в 2011 году. Завоевал «бронзу» на чемпионате мира 2018 года в Ливерпуле в командном турнире.
Принимал участие на Паралимпиаде-2020 в Токио в индивидуальном (класс BC2) и командном (классы BC1/BC2) турнирах. В индивидуальном турнире выбыл на стадии четвертьфинала, проиграв тайцу Воравуту Саенгампе. В командном турнире вместе с Чжан Ци и Янь Чжицянем вышли из группы с первого места, победив команды Великобритании, Аргентины, Российского паралимпийского комитета и Таиланда. В полуфинале победили Португалию. В финале вновь встретились с Таиландом, но в этот раз проиграли им со счётом 2:8 и завоевали серебряные медали.
В 2023 году на Азиатских Параиграх-2022 в Ханчжоу занял четвёртое место в командном турнире и седьмое место в индивидуальном турнире.
В 2024 году принял участие на летних Паралимпийских играх 2024 в Париже в индивидуальном (класс BC2) и командном (классы BC1/BC2) турнирах. В индивидуальном турнире в отборочном раунде занял четвёртое место в группе и не вышел в плей-офф. В командном турнире участвовал вновь в команде с Чжан Ци и Янь Чжицянем и завоевал «золото» игр. Китайская команда заняла первое место в группе, опередив Великобританию и Португалию. В четвертьфинале победили Францию (7:4), в полуфинале — Южную Корею (7:3), в финале — Индонезию (7:6).